# Jerzy Hulewicz

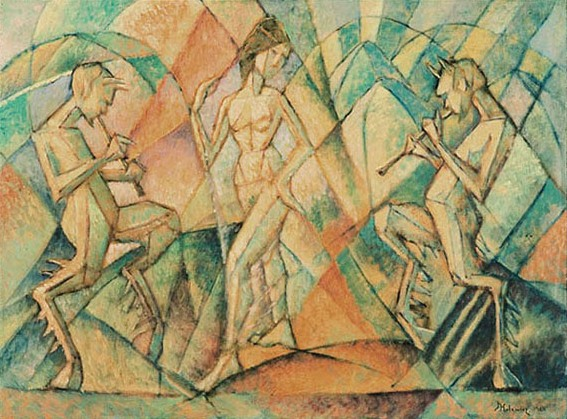
Tancerka i grające fauny (1925, tempera na płótnie)

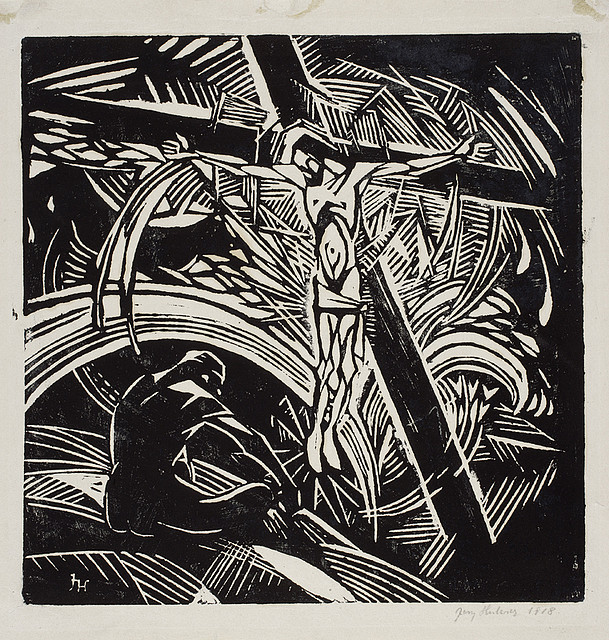
Krzyż (1918, linoryt)

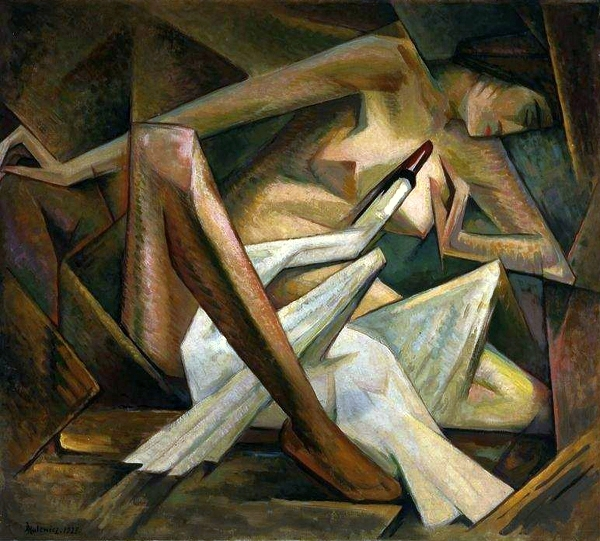
Leda z łabędziem (1928, olej na płótnie)

Jerzy Teodor Hulewicz (ur. 4 lipca 1886 w Kościankach, zm. 1 lipca 1941 w Warszawie) – pisarz, teoretyk sztuki, grafik i malarz reprezentujący nurt ekspresjonistyczny. 

## Życiorys
Syn Leona Hulewicza herbu Nowina, wielkopolskiego ziemianina, i Heleny z Kaczkowskich. Miał trzy siostry: Katarzynę, Stanisławę, Antoninę i trzech braci: Bohdana, Witolda i Wacława.
Wraz z braćmi uczęszczał do szkoły średniej w Trzemesznie. Za przynależność do tajnego Związku Samokształcenia i do Koła Towarzystwo Tomasza Zana został wyrzucony z gimnazjum. Stało się to przed ukończeniem sześciu klas. Groziła mu trzyletnia służba wojskowa w stopniu szeregowca oraz brak możliwości nauki na terenie Rzeszy Niemieckiej. W tej sytuacji Leon Hulewicz zażądał skreślenia syna z listy obywateli państwa pruskiego i rozpoczął starania o nadanie obywatelstwa austriackiego. Trudności w uzyskaniu obywatelstwa austriackiego nie przeszkodziły Jerzemu Hulewiczowi w ukończeniu gimnazjum we Lwowie, a następnie rozpoczęciu studiów na Wydziale Filologicznym Uniwersytetu Jagiellońskiego oraz Akademii Sztuk Pięknych w Krakowie u profesorów Unierzyńskiego i Stanisławskiego. W latach 1907–1910 studiował malarstwo w Paryżu i w Szwajcarii, a w roku 1913 w Monachium. Pierwszą wystawę prac malarskich i grafik miał w roku 1907. 
W roku 1916 założył w Poznaniu, wraz z braćmi Bohdanem i Witoldem, Spółkę Wydawniczą „Ostoja”. 1 października 1917 roku, z inicjatywy i przy finansowym wsparciu Jerzego Hulewicza, ukazał się pierwszy numer dwutygodnika „Zdrój”. W latach 1917–1922 Hulewicz był jego redaktorem i kierownikiem artystycznym. Uczestniczył w powstaniu wielkopolskim, a w latach 1919–1920 ochotniczo służył w 5 Pułku Piechoty Legionów. W roku 1921 wraz z bratem Witoldem, był inicjatorem założenia poznańskiego oddziału Związku Zawodowego Literatów Polskich. W roku 1926 przeniósł się do Warszawy. W tym czasie współpracował z czasopismami „Kurier Poranny” i „Zwierciadło” .
Podczas okupacji wydawał w Warszawie prasę podziemną. Zmarł nagle 1 lipca 1941 roku. 
Od 1 czerwca 1912 roku był żonaty z Wandą Karpińską, córką Antoniego Karpińskiego.

## Ordery i odznaczenia
- Krzyż Niepodległości (20 lipca 1932)[5]

## Wystawy
- w Paryżu na Salonie Niezależnych i Salonie Jesiennym, 1907
- wystawa w krakowskim TPSP, 1907
- wystawa w warszawskim TPSP, 1909
- indywidualne wystawy w poznańskim TPSP, 1910 i 1916
- I wystawa Koła Artystów Wielkopolskich w Poznaniu, 1914
- wystawy „Buntu” i „Formistów” Kraków 1918, Warszawa 1919, 1920, Poznań 1919/1920, Lwów 1920
- wystawa grafik na Powszechnej Wystawie Krajowej w Poznaniu
- wystawa poświęcona Goethemu w Lipsku, 1932
- wystawa drzeworytów w Warszawie, 1933

## Twórczość literacka
- Dialogi estetyczne, 1910
- dramaty: Kain, Śluby ziemi (1920); Wiano, Bolesław Śmiały (1921); Joahim Achim, Aruna (1922)
- komentarz filozoficzny do Ewangelii św. Jana Ego Emi, 1921
- korespondencja: Wielkie rzeczy zrozumienie. Korespondencja Jerzego, Witolda i Wandy Hulewiczów z Emilem Zegadłowiczem (1918–1938). Opracował i wstępem opatrzył Mirosław Wójcik, Państwowy Instytut Wydawniczy, Warszawa 2009, ISBN 978-83-06-03162-1
- opowieści: Samskara (1918), Dzieje Utana (1928)
- powieści: Góra Oxymoronu (1936), Szaruga (1937)